# بليتار
بليتار (بالإنجليزية: Blitar)‏ هي مدينة تقع في إندونيسيا في جاوة الشرقية. يقدر عدد سكانها بـ 132,018 نسمة ومساحتها 32 كم2 .
تشتهر المدينة بموقع قبر سوكارنو، أول رئيس لإندونيسيا، على بعد خمسة كيلومترات من ساحة المدينة. إستانا غيبانغ (قصر غيبانغ) حيث عاش سوكارنو كطفل قريب وتم تحويله إلى متحف يحتوي على العديد من الأشياء التي تحتفي بمكان سوكارنو في التاريخ الإندونيسي.

## أعلام
- كاريس يوليانتو

## الجامعة في بليتار
- جامعة نهضة العلماء بليتار
- جامعة باليتار الإسلامية
- كلية كيسوما نيجارا للاقتصاد (STIEKEN)
- كلية تدريب وتعليم المعلمين PGRI بليتار (STKIP PGRI بليتار)
- كلية باتريا هوسادا للعلوم الصحية (STIKES Patria Husada)
- الأكاديمية الإندونيسية لإدارة الضرائب (AMPINDO)
- أكاديمية بوترا سانغ فاجار بليتار المجتمعية الحكومية (AKN Putra Sang Fajar) [4]